# 松原颯汰
松原 颯汰（まつばら そうた、2002年9月30日 - ）は、大阪府出身のプロサッカー選手。Jリーグ・AC長野パルセイロ所属。ポジションはゴールキーパー。

## 経歴
大阪のRIP ACE出身で1年生時から流通経済大学付属柏高等学校でレギュラーを務め、第97回全国高等学校サッカー選手権大会では決勝に進出した。。しかし、以降の選手権では2大会連続で県大会決勝にて市立船橋高校に敗れるなどと、全国大会出場は1回に留まった。
2020年10月1日、2021年シーズンからのジェフユナイテッド市原・千葉加入内定、並びに特別指定選手指定が発表された。
2021年9月29日、セレッソ大阪に期限付き移籍で加入。出場機会は無く、シーズン終了後にジェフユナイテッド市原・千葉に復帰。
2022年6月1日の天皇杯2回戦ツエーゲン金沢戦でプロデビューを果たすと、正GKの新井章太が出場停止となったJ2リーグ第24節大分トリニータ戦でJリーグ初出場を果たした。
2024年、AC長野パルセイロに期限付き移籍、2025年も延長された。

## 所属クラブ
- 2007 - 2012年 阪南FC
- 2012年 - 2018年 RIPACE
- 2018年 - 2021年 流通経済大学付属柏高等学校
  - 2020年  ジェフユナイテッド市原・千葉 (特別指定選手)
- 2021年 -  ジェフユナイテッド市原・千葉
  - 2021年9月 - 同年12月  セレッソ大阪（期限付き移籍）
  - 2024年 -  AC長野パルセイロ (期限付き移籍)

## 個人成績
| 国内大会個人成績 | 国内大会個人成績 | 国内大会個人成績 | 国内大会個人成績 | 国内大会個人成績 | 国内大会個人成績 | 国内大会個人成績 | 国内大会個人成績 | 国内大会個人成績 | 国内大会個人成績 | 国内大会個人成績 | 国内大会個人成績 |
| 年度             | クラブ           | 背番号           | リーグ           | リーグ戦         | リーグ戦         | リーグ杯         | リーグ杯         | オープン杯       | オープン杯       | 期間通算         | 期間通算         |
| 年度             | クラブ           | 背番号           | リーグ           | 出場             | 得点             | 出場             | 得点             | 出場             | 得点             | 出場             | 得点             |
| 日本             | 日本             | 日本             | 日本             | リーグ戦         | リーグ戦         | リーグ杯         | リーグ杯         | 天皇杯           | 天皇杯           | 期間通算         | 期間通算         |
| ---------------- | ---------------- | ---------------- | ---------------- | ---------------- | ---------------- | ---------------- | ---------------- | ---------------- | ---------------- | ---------------- | ---------------- |
| 2021             | 千葉             | 31               | J2               | 0                | 0                | -                | -                | 0                | 0                | 0                | 0                |
| 2021             | C大阪            | 39               | J1               | 0                | 0                | -                | -                | -                | -                | 0                | 0                |
| 2022             | 千葉             | 31               | J2               | 1                | 0                | -                | -                | 1                | 0                | 2                | 0                |
| 2023             | 千葉             | 31               | J2               | 0                | 0                | -                | -                | 0                | 0                | 0                | 0                |
| 2024             | 長野             | 30               | J3               | 15               | 0                | 0                | 0                | 1                | 0                | 16               | 0                |
| 2025             | 長野             | 21               | J3               |                  |                  |                  |                  |                  |                  |                  |                  |
| 通算             | 日本             | 日本             | J1               | 0                | 0                | -                | -                | -                | -                | 0                | 0                |
| 通算             | 日本             | 日本             | J2               | 1                | 0                | -                | -                | 1                | 0                | 2                | 0                |
| 通算             | 日本             | 日本             | J3               | 15               | 0                | 0                | 0                | 1                | 0                | 16               | 0                |
| 総通算           | 総通算           | 総通算           | 総通算           | 16               | 0                | 0                | 0                | 2                | 0                | 18               | 0                |

- 2020年 特別指定選手としての公式戦出場無し

- Jリーグ初出場：2022年7月2日 J2リーグ第24節 対大分トリニータ戦（昭和電工ドーム）

## 代表歴
- 2019年 U-17日本代表
- 2020年 日本高校サッカー選抜
- 2021年 U-20日本代表